# Mámoa do Rei (Vilaboa)
Le Mámoa do Rei (également connu sous le nom de Chan de Castiñeiras 1) est un dolmen situé dans la commune de Vilaboa, dans la province de Pontevedra, en Galice.
Le mot Mámoa (es) est utilisé dans le nord-ouest de la péninsule ibérique pour désigner les tumulus funéraires caractéristiques du Néolithique.

## Description
Ce site mégalithique, faisant partie du Conjunto megalítico de Chan de Castiñeiras (es), se trouve près du lac Castiñeiras.  Le tumulus, mesurant environ 26 m de diamètre, contient une chambre funéraire polygonale de 14 orthostates couverte de 4 dalles et un petit couloir d'accès dans lequel se trouve des gravures et des restes de polychromie. A l'extérieur, on trouve les vestiges d'un anneau lithique périphérique qui délimite le tertre.
Il est le plus grand du complexe de Chan de Castiñeiras qui contient aussi six autres dolmens et deux cistes. Il a été fouillé en 1975 par une équipe sous la direction de Ramón Sobrino Lorenzo-Ruza (ga). Entre 2001 et 2003, des travaux de mise en valeur ont été réalisés, comprenant : un sondage, une fouille et une reconstruction complète du dolmen intratumulaire. Un nombreux mobilier y a été trouvé (fragments de céramique, pointes de flèche en silex et de couteau, cristaux de roche,...).
Il a été déclaré Bien d'intérêt culturel en 2011 sous le code GA36058007 .

## Galerie

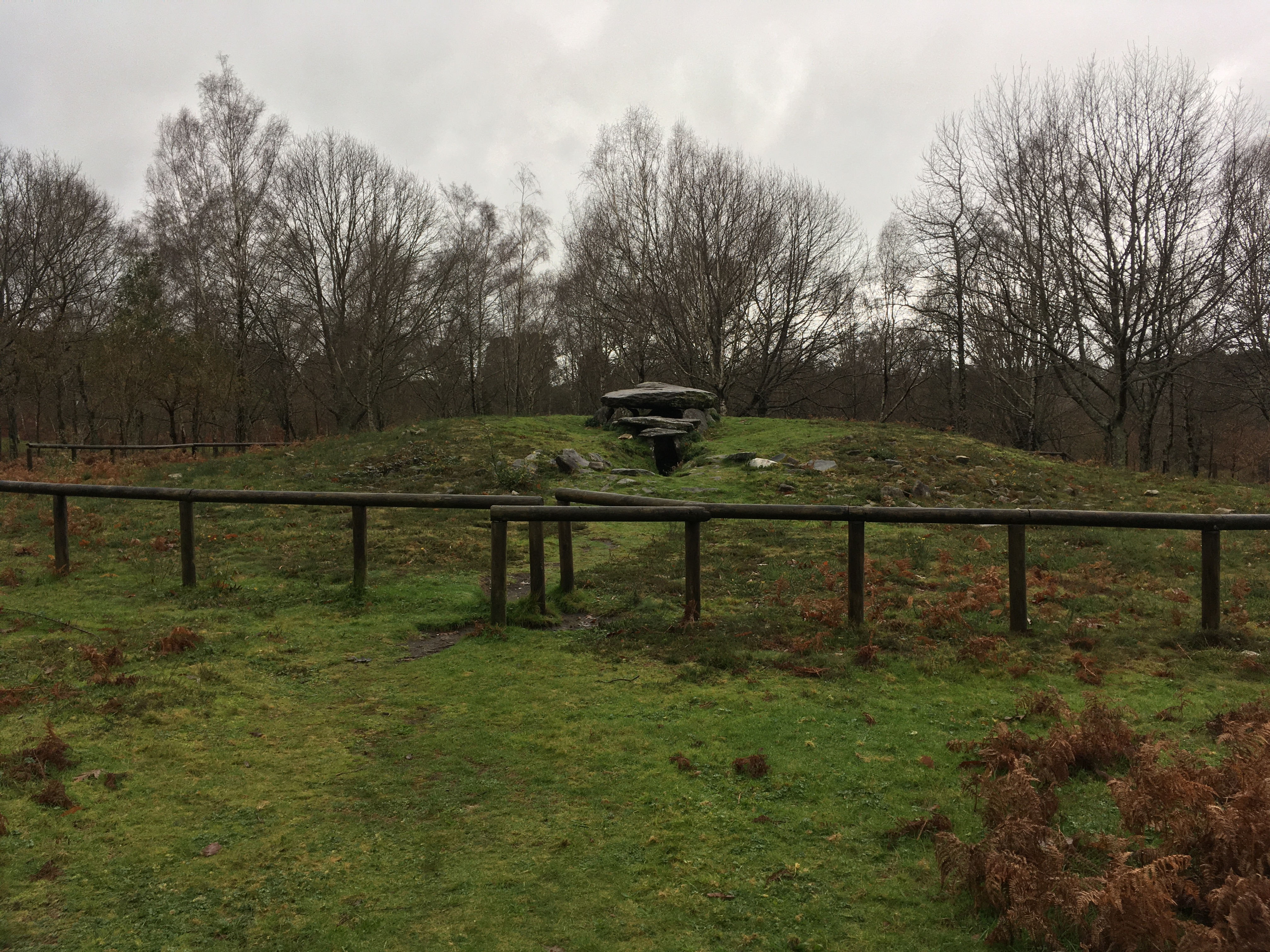
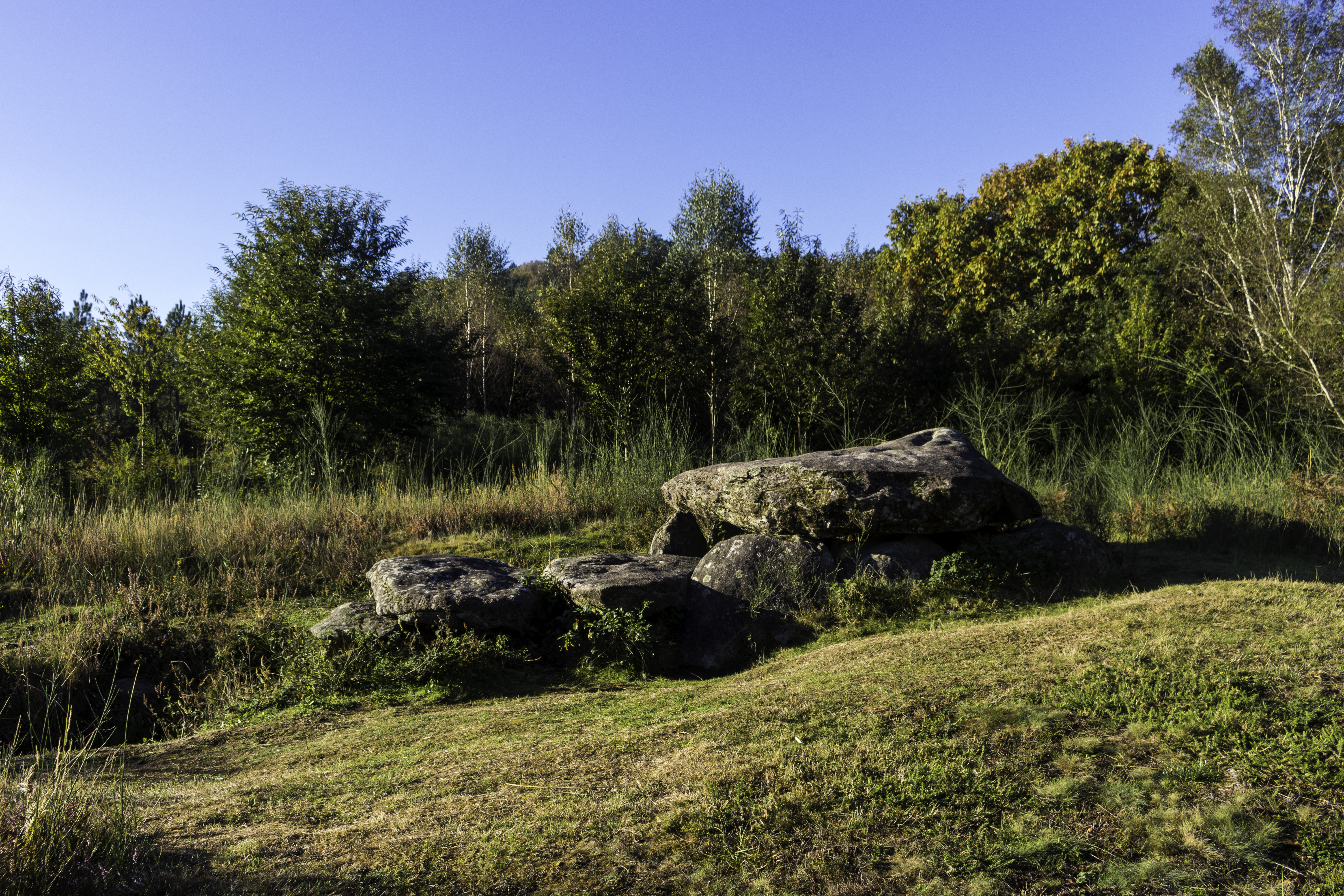

### Liens connexes
- Liste des sites mégalithiques en Galice
- Mámoa do Rei (Redondela)